# Eddy Wata
Eddy Wata é um cantor nigeriano de Dance Music. É filho de mãe nigeriana e pai jamaicano.
Começou muito cedo tocando teclado e bateria, e compunha suas músicas de acordo com as influências de suas etnia. Com 18 anos de idade, decidiu morar na Jamaica por 4 anos, onde conheceu vários artistas que despertaram seu amor pelo Reggae.
Voltou a Nigéria com a fixa ideia de criar um novo grupo de Reggae para continuar sua carreira. Após muitas aparições na mídia com seu grupo, Eddy fez uma turnê pela Europa, onde conheceu seus novos produtores, Longoni e Groffs.
Após um dos shows, seus produtores resolveram o levar à Itália, a capital mundial da Dance Music. Lá, conheceu muitos DJs e produtores, que o fizeram tomar a decisão (em 2003) de alterar o seu estilo de produção musical para a Dance Music.
Foi então lançada a música “Jam”. Com um ritmo fixo e agradável, Eddy mostrou todo o seu potencial musical para o mundo inteiro. A música alcançou boas posições nos Tops do mundo todo, e o single teve milhares de vendas.
Com o sucesso de “Jam”, Eddy tornou-se muito famoso, e seu single lançado no ano seguinte facilmente chegou ao sucesso: “La Bomba”. Novamente com um ritmo fixo e vocal de qualidade, a música esteve em boas posições nas paradas mundiais.